# Jean Gapiand
Jean Gapiand est un homme politique français né le 21 mars 1898 à Saint-Rambert-sur-Loire (Loire) et décédé le 24 septembre 1971 à Saint-Rambert-sur-Loire
Industriel, il est maire de Saint-Just-sur-Loire quand il est élu député de la Loire en 1936 face à Antoine Ravel. Non inscrit, et hostile au Front populaire, il vote les pleins pouvoirs au maréchal Pétain le 10 juillet 1940. Inéligible à la Libération, il abandonne la vie politique pour se consacrer à son entreprise.

## Sources
- « Jean Gapiand », dans le Dictionnaire des parlementaires français (1889-1940), sous la direction de Jean Jolly, PUF, 1960 [détail de l’édition]